# Lobelia dichroma
Lobelia dichroma är en klockväxtart som beskrevs av Rudolf Schlechter. Lobelia dichroma ingår i släktet lobelior, och familjen klockväxter. Inga underarter finns listade i Catalogue of Life.